# Bactrocera banneri
Bactrocera banneri
 es una especie de díptero que White describió por primera vez en 1999. Bactrocera banneri pertenece al género Bactrocera de la familia Tephritidae.